# Christian Alemán
Christian Fernando Alemán Alegría (ur. 5 lutego 1995 w Guayaquil) – ekwadorski piłkarz, występujący na pozycji ofensywnego pomocnika.

## Sukcesy

### Klubowe
CS Emelec
- Mistrzostwo Ekwadoru: 2013, 2014

Barcelona SC
- Mistrzostwo Ekwadoru: 2016

GKS Katowice
- Awans do Ekstraklasy: 2024